# Неохори (дем Аристотел)
 Тази статия е за селото в Халкидики.  За други селища на име Ново село вижте Ново село.  За други селища на име Неохори вижте Неохори.
Неохори или Ново село (на гръцки: Νεοχώρι, Неохори, Неохори, катаревуса: Νεοχώριον, Неохорион, старо Νοβοσέλο, Новосело) е село в Егейска Македония, Гърция, част от дем Аристотел, област Централна Македония.

## География
Неохори е село в историко-географската област Мадемохория (Мадемските села). Разположено е на 8 километра североизточно от демовия център Арнеа (Леригово) в южните поли на планината Пиявица (на гръцки Стратонико Орос).

## История

### В Османската империя
При заселването на славяните на Балканите източната част на Халкидика е пославянчена, като българският език се запазва до края на XIX век. Селото е основано около 1500 година. За пръв път е споменато в търговски договор от 1640 година, пазен днес в библиотеката на манастира Ивирон. Ново село е едно от 12-те мадемски села, които взимат участие в гръцкото въстание на Халкидика през 1821 година под водачеството на Анастасиос Каратасос и Емануил Папас.
В 1819 година Атанасиос Стагиритис, който вероятно е от Извор, пише в „Ипериотика или история и география на Епир“:
| „ | Κατά τά Ανατολικά παραθαλάσσια τῆς Μακεδονίας, ὅπου ἦταν ἡ χώρα Χαλκιδική καλουμένη, ὠνομάζονται ἔτι κωμοπόλεις, καὶ κῶμαι , καὶ ὄρη, καὶ ἄλλα τοιαῦτα, μὲ ὀνόματα Βουλγάρων · Ἴσβουρος, Στανὸς , Νιβοσέλον καὶ λοιπά · σώζονται καὶ τινὲς λέξεις, καὶ τρα ξούδια εἰς γλῶσσαν ἑλληνικὴν, περιέχοντα ὀνόματα Βουλγάρων · εὑρίσκονται καὶ ὀνόματα τινῶν ἀρχαίων ἐγκατοίκων Βουλγάρων Ψυχή Βουλγάρου ὅμως ἤδη δὲν ὑπάρχει , καθὼς εὑρίσκονται περὶ τὴν Θεσσαλονίκην καὶ ἀλλαχου , οὔτε ἄλλου ἔθνες , ούτε γλώσσης , ἐκτὸς τινῶν Λατινικῶν , μανίκια , κολίγας , και τινων ἄλλων . Ἐκ τούτων οὖν φαίνεται ὅτι ἦσαν καί ἐκεῖ Βούλγαροι ἐγκάτοικοι, πλήν ἐξελληνίσθησαν, ἀναγκαζόμενοι μά λιςα ὑπὸ τῆς ̓Εκκλησίας, καὶ τῶν ἐκεῖ ἐθίμων · ἐπειδὴ δὲν εἶχον ὄντε ̔Ιερᾶς ὄντε ἐκκλησιαςικὰ βιβλία εἰς τὴν γλῶσσαν αὐτῶν. По източното крайбрежие на Македония, където е била областта наречена Халкидики, някои паланки, и села, и планини и всякакви подобни, носят български имена: Исвурос, Станос, Новоселу и други. Оцелели са и някои думи и песни на гръцки език, съдържащи имената на българи. Намират се и имена на старите жители българи. Но няма жива душа българин, както се намират около Солун и на други места, нито от някой друг народ или език освен латински - μανίκια [ръкав], κολίγας [колега] и малко други. От всичко това изглежда, че е имало там жители българи, вече погърчени, принудени от Църквата и тамошните обичаи, тъй като те нямаха свещеници, нито църковни книги на своя език. | “ |

Според данни на хилендарски монаси до към средата на XIX век в Ново село и съседното Извор все още се говори български, а към 1900 година има отделни стари хора, които помнят българския език. Васил Диамандиев пътувал от Солун за Света гора през 1850-те години е слушал да се пеят по селата български жътварски песни, обаче без да разбира населението смисъла им.
Църквата „Свети Георги“ е от 1858 година. Църквата „Свети Димитър“ край селото също е от XIX век. Александър Синве („Les Grecs de l’Empire Ottoman. Etude Statistique et Ethnographique“) в 1878 година пише, че в Ново село (Novo Selo), Йерисовска епархия, живеят 420 гърци. В 1889 година Стефан Веркович (Топографическо-этнографическій очеркъ Македоніи) представя Ново село като българско село с една църква и училище.
Към 1900 година според статистиката на Васил Кънчов („Македония. Етнография и статистика“) в Ново село живеят 500 жители гърци християни.

### В Гърция
В 1912 година, по време на Балканската война, в Ново село влизат гръцки части и след Междусъюзническата война в 1913 година остава в Гърция.
В гората североизточно от селото е параклисът „Свети Илия“.
| Име       | Име          | Ново име | Ново име | Описание                                |
| --------- | ------------ | -------- | -------- | --------------------------------------- |
| Бацудия   | Μπατσούδια   | Ангонас  | Άγκωνας  | възвишение на ЮИ над Неохори            |
| Пиявица   | Πιάβιτσα     | Ливадаки | Λιβαδάκι | местност в Пиявица на СИ от Неохори     |
| Балбузани | Μπαλμπουζάνη | Спата    | Σπάθα    | връх в Пиявица на СИ от Неохори (820 m) |
| Дабизи    | Νταμπίζι     | Кефали   | Κεφάλι   | възвишение на ЮИ над Неохори            |